# Alció del Senegal
L'alció del Senegal (Halcyon senegalensis) és una espècie d'ocell de la família dels alcedínids (Alcedinidae) que habita boscos i sabanes d'Àfrica Subsahariana, des del Senegal i Gàmbia, cap a l'est fins a Eritrea, i cap al sud fins al nord de Namíbia, de Botswana i de Sud-àfrica.